# Ini Edo

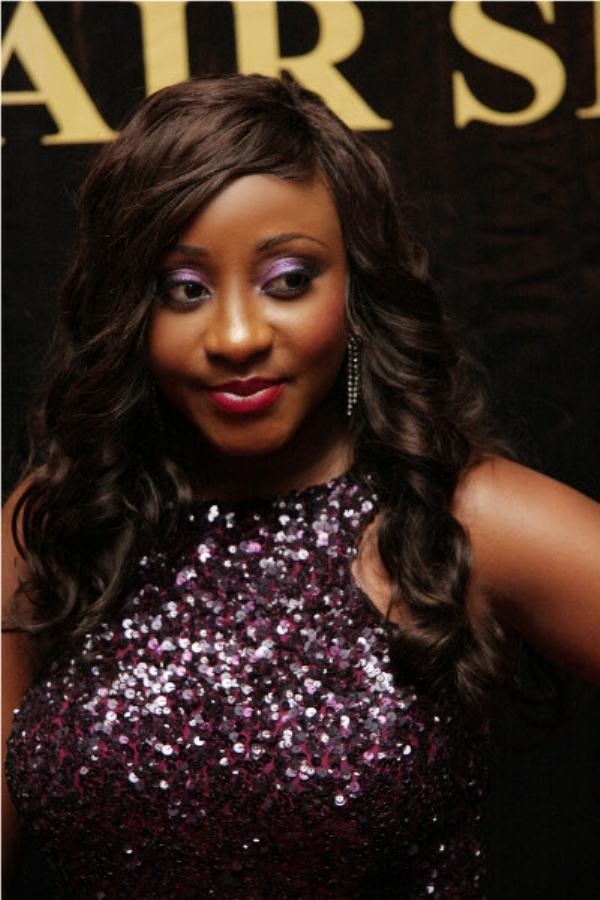

Ini Edo (sinh ngày 23 tháng 4 năm 1982) là tên của nữ diễn viên người Nigeria. Bà bắt đầu diễn xuất vào năm 2000 và hiện tại, bà đã góp mặt trong hơn 100 bộ phim. Năm 2013, bà được chọn làm giám khảo trong cuộc thi hoa hậu châu Phi (ở Anh). Năm 2011, bà được Liên hiệp quốc chọn làm đại sứ môi trường.

## Lí lịch
Bà là người Ibibio (một dân tộc sống ở phía nam Nigeria) sinh ra ở bang Akwa Ibom. Mẹ bà là một giáo viên. Ngoài ra, bà còn là con thứ 2 trong 4 người con (3 nữ 1 nam).
Tiếp đến, bà học tại trường cao đẳng Cornelius Connely ở Uyo rồi vào trường đại học Oyo và tốt nghiệp với chứng chỉ ngành nghệ thuật sân khấu. Bà cũng nhận được bằng cử nhân tiếng Anh ở đại học Calabar. Năm 2014, bà Ini Edo nhận được một học bổng ở trường đại học mở quốc gia Nigeria về ngành luật.

## Sự nghiệp
Bà bắt đầu nghiệp diễn xuất vào năm 2003 trong bộ phim tên là Thick Madam. Sự diễn xuất xuất thần của bà bắt đầu vào năm 2004 trong bộ phim World Apart. Đến hiện tại, bà đã góp mặt trong hơn 100 bộ phim.
Năm 2016, thống đốc bang Akwa Ibom là ông Udom Gabriel Emmanuel đã bổ nhiệm bà làm trợ lí đặc biệt về vấn đề du lịch và văn hóa. Hiện bà vẫn đang giữ chức vụ này.

## Phim ảnh
| Năm  | Tên phim              | Vai diễn | Ghi chú                                                                                            |
| ---- | --------------------- | -------- | -------------------------------------------------------------------------------------------------- |
| 2003 | Thick Madam           |          | |
| 2004 | World Apart           | Ulinma   | Cùng với Kenneth Okonkwo, Liz Benson và Hilda Dokubo                                               |
| 2004 | Eye of the Gods       |          | Cùng với Olu Jacobs, Stephanie Linus, Muna Obiekwe                                                 |
| 2004 | Beautiful Faces       |          | Cùng với Stephanie Linus                                                                           |
| 2005 | Ultimate Crisis       |          | Cùng với Rita Dominic và Olu Jacobs                                                                |
| 2005 | The Begotten          |          | Cùng với Rita Dominic                                                                              |
| 2005 | Only Love             |          | Cùng với Rita Dominic và Olu Jacobs                                                                |
| 2005 | Last Game             |          | Cùng với Rita Dominic                                                                              |
| 2005 | Desperate Billionaire |          | Cùng với Rita Dominic và Kanayo O. Kanayo                                                          |
| 2005 | Lonely Hearts         |          | Cùng với Stephanie Linus                                                                           |
| 2006 | Girls Cot             |          | Cùng với Genevieve Nnaji, Rita Dominic, Uche Jombo                                                 |
| 2006 | Secret Fantasy        |          | Cùng với Uche Jombo                                                                                |
| 2006 | Price of Fame         |          | Cùng với Uche Jombo và Mike Ezuruonye                                                              |
| 2006 | Married to the Enemy  |          | Cùng với Mercy Johnson, Desmond Elliot                                                             |
| 2006 | Games Men Play        |          | Cùng với Chioma Chukwukwa,Jimy Ike, Kate Henshaw-Nuttal, Dakore Akvàe, Kalu Ikeagwu,Chinedu Ikedze |
| 2007 | Sleek Ladies          |          | Cùng với Rita Dominic                                                                              |
| 2007 | Most Wanted Bachelor  |          | Cùng với Uche Jombo và Mike Ezuruonye                                                              |
| 2009 | Love Games            |          | Cùng với Uche Jombo và Jackie Appiah                                                               |
| 2009 | Reloaded (2009 film)  | Tayo     | Cùng với Ramsey Nouah, Stephanie Linus, Rita Dominic Nse Ike Eptim và Desmond Elliot               |
| 2009 | Live To Remember      |          | Cùng với Mercy Johnson                                                                             |
| 2014 | Caro The Iron Bender  | Caro     | |
|      | Royal Gift'           |          | |
|      | Blind Kingdom'        |          | |
|      | Native Son            |          | |
|      | Ghetto Queen          |          | Cùng với Funke Akindele                                                                            |
|      | Power of Beauty       |          | |
|      | Political Control     |          | |
|      | Ass on Fire           |          | |
|      | Breath Again          |          | |
| 2017 | The Patient           | Nurse    | |

Và dưới đây là những bộ phim khác:
- Fatal Seduction
- The Greatest Sacrifice
- My Heart Your Home
- No Where to Run
- Stolen Tomorrow
- Sacrifice for Love
- Silence of the Gods
- Supremacy
- Too Late to Claim
- Total Control
- Traumatised
- War Game
- 11:45... Too Late
- The Bank Manager
- The Bet
- Cold War
- Crying Angel
- Desperate Need
- Emotional Blackmail
- I Want My Money
- Last Picnic
- Living in Tears
- Living Cùng vớiout You
- Men Do Cry
- My Precious Son
- One God One Nation
- Pretty Angels
- Red Light
- Royal Package
- Security Risk
- Songs of Sorrow
- Stronghold
- Tears for Nancy
- Unforeseen
- Eyes of Love
- Faces of Beauty
- Indecent Girl
- Indulgence
- I Swear
- Legacy
- Love Crime
- Love & Marriage
- Negative Influence
- Not Yours!
- The One I Trust
- Sisters On Fire
- Royalty Apart
- Never Let Go
- End of Do or Die Affair
- Darkness of Sorrows
- Final Sorrow
- Behind The Melody
- Memories of The Heart
- Royal Gift
- Dangerous
- Save The Last Dance
- Battle For Bride
- Caged Lovers
- In The Cupboard
- Hunted Love
- Anointed Queen
- A Dance For The Prince
- Bride's War
- Tears In The Palace
- Slip of Fate
- At All Cost
- Mad Sex
- The Princess of My Life
- Inale (2010)
- I'll Take My Chances (2011)
- Nkasi The Village Fighter
- Nkasi The Sprot Girl
- The Return of Nkasi
- Soul of a Maiden
- "Blood is Money"